# دی‌سی استودیوز
دی‌سی استودیوز (به انگلیسی: DC Studios) یک استودیوی فیلم‌سازی آمریکایی است که زیرمجموعه برادران وارنر از طریق گروه برادران وارنر پیکچرز است که به تولید فیلم‌هایی براساس شخصیت‌های دی‌سی کامیکس اختصاص دارد. والتر حمادا رئیس قبلی دی سی فیلمز است. به دنبال تغییر در دنیای توسعه یافته دی سی در ۲۵ اکتبر سال ۲۰۲۲ جیمز گان و پیتر سفرن به عنوان دو مدیر عامل و روسای هیئت مدیره DC Studios انتخاب شدند. DC Studios در حقیقت به‌عنوان جایگزین DC Films شکل می‌گیرد. جیمز گان، کارگردان سری فیلم Guardians of the Galaxy و فیلم جوخه انتحار سال ۲۰۲۱ حالا باید روی تولید انواع‌واقسام فیلم‌های دنیای سینمایی دی سی نظارت داشته باشد. از همان زمان که برادران وارنر و دیسکاوری با پیوستن به یکدیگر شرکت Warner Bros. Discovery را به وجود آوردند، باتوجه‌به تغییر گستردهٔ تیم مدیریت مشخص بود که آیندهٔ دی‌سی دچار تغییرات جدی خواهد شد. حالا براساس جدیدترین اخبار سینما و تلویزیون می‌دانیم که از این به بعد تولید فیلم‌های سینمایی، انیمیشن‌ها و آثار تلویزیونی از روی کمیک‌های دی‌سی توسط DC Studios در شرکت برادران وارنر دیسکاوری انجام می‌شود؛ بخشی تازه که جیمز گان و پیتر سفرن به‌عنوان رؤسای هیئت مدیره و دو مدیرعامل آن معرفی شدند.

## تاریخ
پس از استقبال تفرقه انگیز از فیلم بتمن علیه سوپرمن: طلوع عدالت، برادران وارنر پیکچرز برای ایجاد ثبات در دنیای دی سی اقداماتی انجام دادند. این استودیو در ماه مه سال ۲۰۱۶ مجدداً سازمان یافته شد و حقوق فیلم‌های دی سی در یک بخش تازه تأسیس، به نام دی سی فیلمز، تحت مدیریت برادران وارنر قرار گرفت. این استودیو به امید رقابت مستقیم با مارول استودیوز ساخته شد و والتر همادا به عنوان رئیس انتخاب شد.

## فیلم‌ها
| فیلم                 | تاریخ انتشار در آمریکا | کارگردان         | فیلم‌نامه‌نویس                         | داستان                                | تهیه‌کنندگان                                                             |
| -------------------- | ---------------------- | ---------------- | ------------------------------------ | ------------------------------------- | ----------------------------------------------------------------------- |
| جوخه انتحار          | ۵ اوت ۲۰۱۶             | دیوید آیر        | دیوید آیر                            | دیوید آیر                             | چارلز روون و ریچارد ساکل                                                |
| زن شگفت‌انگیز         | ۲ ژوئن ۲۰۱۷            | پتی جنکینز       | آلن هاینبرگ                          | زک اسنایدر و آلن هاینبرگ و جیسون فوکس | چارلز روون، دبورا اسنایدر، زک اسنایدر و ریچارد ساکل                     |
| لیگ عدالت            | ۱۷ نوامبر ۲۰۱۷         | جاس ویدون        | کریس تریو و جاس ویدون                | کریس تریو و زک اسنایدر                | چارلز روون، دبورا اسنایدر، جان برگ و جف جانز                            |
| آکوامن               | ۲۱ دسامبر ۲۰۱۸         | جیمز وان         | دیوید لزلی جانسون-مک‌گلدریک و ویل بیل | جف جانز و جیمز وان و ویل بیل          | پیتر سفرن و راب کوان                                                    |
| شزم!                 | ۵ آوریل ۲۰۱۹           | دیوید اف. سندبرگ | هنری گیدن                            | هنری گیدن و درن لمکه                  | پیتر سفرن                                                               |
| پرندگان شکاری        | ۷ فوریه ۲۰۲۰           | کتی یان          | کریستینا هادسون                      | کریستینا هادسون                       | مارگو رابی، برایان آنکلنس و سو کریل                                     |
| زن شگفت‌انگیز ۱۹۸۴    | ۲۵ دسامبر ۲۰۲۰         | پتی جنکینز       | پتی جنکینز و جف جانز و دیوید کالاهام | پتی جنکینز و جف جانز                  | چارلز روون، دبورا اسنایدر، زک اسنایدر، پتی جنکینز، گل گدوت و استفن جونز |
| لیگ عدالت زک اسنایدر | ۱۸ مارس ۲۰۲۱           | زک اسنایدر       | کریس تریو                            | کریس تریو و زک اسنایدر و ویل بیل      | چارلز روون و دبورا اسنایدر                                              |